# Categoría Primera A 2025
La Categoría Primera A 2025, nota anche come Liga BetPlay Dimayor 2025 per ragioni di sponsorizzazione, è la 78ª edizione della massima serie del campionato di calcio colombiano. Il campionato è iniziato il 24 gennaio 2025 e terminerà nel dicembre 2025.
Come da tradizione, il campionato colombiano attribuisce due titoli nazionali, uno per periodo. Le squadre campione in carica sono Atlético Bucaramanga e Atlético Nacional, vincitori rispettivamente dei titoli di Apertura e Clausura.

## Stagione

### Novità
Dalla stagione precedente sono state retrocesse Jaguares, dopo nove anni di massima serie, e Patriotas Boyacá, dopo una sola stagione. Al loro posto dalla Categoría Primera B sono stati promossi Unión Magdalena, di ritorno in Primera A dopo un anno di serie cadetta, e Llaneros, al debutto in massima categoria.

#### Aggiornamenti
Il 16 gennaio 2024, l'Alianza Petrolera ha annunciato il suo spostamento da Barrancabermeja a Valledupar, cambiando anche il suo nome in Alianza e i suoi colori sociali.

### Formula
La federazione colombiana ha approvato il formato della stagione il 16 dicembre 2024, decidendo di mantenere la stessa struttura utilizzata nella stagione 2024. Il campionato è quindi diviso in due periodi, Apertura e Clausura. In ognuno di questi periodi, la prima fase è un girone all'italiana con un girone di sola andata e una partita extra per i derby locali, per un totale di 20 giornate di stagione regolare. Le prime otto classificate si qualificano  per la seconda fase, nota come  cuadrangulares, che consiste in due gironi, ognuno da 4 squadre, che giocano con gare di andata e ritorno, per un totale di 6 ulteriori giornate. Le prime classificate dei due gironi dei cuadrangulares giocano una finale per decretare la squadra campione del periodo.
Le squadre vincenti dei due periodi, insieme con le prime due squadre non campioni nella classifica aggregata dei due periodi, ottengono la qualificazione per la Coppa Libertadores 2026, mentre le successive tre squadre della classifica aggregata, insieme con la vincente della Copa Colombia, si qualificano per la Coppa Sudamericana.

## Squadre partecipanti
| Club                   | Città         | Stagione precedente                                            |
| ---------------------- | ------------- | -------------------------------------------------------------- |
| Águilas Doradas        | Rionegro      | 11° in Apertura, 14° in Clausura                               |
| Alianza                | Valledupar    | 19° in Apertura, 16° in Clausura                               |
| América de Cali        | Cali          | 10° in Apertura, 4° nel Cuadrangular B Clausura                |
| Atlético Bucaramanga   | Bucaramanga   | Campione di Apertura, 10° in Clausura                          |
| Atlético Junior        | Barranquilla  | 4° nel Cuadrangular A Apertura, 3° nel Cuadrangular B Clausura |
| Atlético Nacional      | Medellín      | 12° in Apertura, Campione di Clausura                          |
| Boyacá Chicó           | Tunja         | 17° in Apertura, 19° in Clausura                               |
| Deportes Tolima        | Ibagué        | 2° nel Cuadrangular B Apertura, finalista di Clausura          |
| Deportivo Cali         | Palmira       | 15° in Apertura, 17° in Clausura                               |
| Deportivo Pasto        | Pasto         | 16° in Apertura, 3° nel Cuadrangular A Clausura                |
| Deportivo Pereira      | Pereira       | 3° nel Cuadrangular A Apertura, 12° in Clausura                |
| Envigado               | Envigado      | 18° in Apertura, 20° in Clausura                               |
| Fortaleza C.E.I.F.     | Bogotà        | 13° in Apertura, 11° in Clausura                               |
| Independiente Medellín | Medellín      | 9° in Apertura, 9° in Clausura                                 |
| La Equidad             | Bogotà        | 13° in Apertura, 11° in Clausura                               |
| Llaneros               | Villavicencio | 4° nel Cuadrangular B Apertura, 13° in Clausura                |
| Millonarios            | Bogotà        | 2° nel Cuadrangular A Apertura, 2° nel Cuadrangular A Clausura |
| Once Caldas            | Manizales     | 3° nel Cuadrangular B Apertura, 2° nel Cuadrangular B Clausura |
| Santa Fe               | Bogotà        | Finalista di Apertura, 4° nel Cuadrangular B Clausura          |
| Unión Magdalena        | Santa Marta   | Categoría Primera B                                            |

## Apertura
Il Torneo Apertura è iniziato il 24 gennaio e terminerà il 28 giugno.

### Classifica
|  | Pos. | Squadra                | Pt | G  | V  | N | P  | GF | GS | DR  |
|  | ---- | ---------------------- | -- | -- | -- | - | -- | -- | -- | --- |
|  | 1.   | América de Cali        | 39 | 20 | 11 | 6 | 3  | 29 | 12 | +17 |
|  | 2.   | Millonarios            | 38 | 20 | 11 | 5 | 4  | 30 | 17 | +13 |
|  | 3.   | Atlético Junior        | 37 | 20 | 10 | 7 | 3  | 26 | 16 | +10 |
|  | 4.   | Deportes Tolima        | 36 | 20 | 10 | 6 | 4  | 30 | 19 | +11 |
|  | 5.   | Atlético Nacional      | 35 | 20 | 10 | 5 | 5  | 37 | 21 | +16 |
|  | 6.   | Santa Fe               | 33 | 20 | 9  | 6 | 5  | 28 | 23 | +5  |
|  | 7.   | Once Caldas            | 33 | 20 | 10 | 3 | 7  | 26 | 22 | +4  |
|  | 8.   | Independiente Medellín | 32 | 20 | 8  | 8 | 4  | 19 | 11 | +8  |
|  | 9.   | Atlético Bucaramanga   | 29 | 20 | 8  | 5 | 7  | 24 | 20 | +4  |
|  | 10.  | Alianza                | 29 | 20 | 8  | 5 | 7  | 23 | 21 | +2  |
|  | 11.  | Deportivo Pasto        | 29 | 20 | 8  | 5 | 7  | 20 | 20 | 0   |
|  | 12.  | Deportivo Pereira      | 28 | 20 | 7  | 7 | 6  | 22 | 21 | +1  |
|  | 13.  | Deportivo Cali         | 24 | 20 | 5  | 9 | 6  | 14 | 17 | -3  |
|  | 14.  | Águilas Doradas        | 21 | 20 | 4  | 9 | 7  | 17 | 19 | -2  |
|  | 15.  | Llaneros               | 20 | 20 | 6  | 2 | 12 | 20 | 28 | -8  |
|  | 16.  | Fortaleza C.E.I.F.     | 20 | 20 | 5  | 5 | 10 | 15 | 25 | -10 |
|  | 17.  | Boyacá Chicó           | 20 | 20 | 4  | 8 | 8  | 14 | 31 | -17 |
|  | 18.  | Envigado               | 18 | 20 | 5  | 3 | 12 | 16 | 29 | -13 |
|  | 19.  | Unión Magdalena        | 11 | 20 | 1  | 8 | 11 | 14 | 30 | -16 |
|  | 20.  | La Equidad             | 10 | 20 | 2  | 4 | 14 | 13 | 35 | -22 |

Legenda:
      Ammessa al Cuadrangular.

### Cuadrangular

#### Girone A
|  | Pos. | Squadra                | Pt | G | V | N | P | GF | GS | DR |
|  | ---- | ---------------------- | -- | - | - | - | - | -- | -- | -- |
|  | 1.   | Independiente Medellín | 14 | 6 | 4 | 2 | 0 | 9  | 4  | +5 |
|  | 2.   | América de Cali        | 9  | 6 | 2 | 3 | 1 | 7  | 7  | 0  |
|  | 3.   | Deportes Tolima        | 8  | 6 | 2 | 2 | 2 | 9  | 8  | +1 |
|  | 4.   | Atlético Junior        | 1  | 6 | 0 | 1 | 5 | 2  | 8  | -6 |

Legenda:
      Ammessa alla Finale.

#### Girone B
|  | Pos. | Squadra           | Pt | G | V | N | P | GF | GS | DR |
|  | ---- | ----------------- | -- | - | - | - | - | -- | -- | -- |
|  | 1.   | Santa Fe          | 12 | 6 | 4 | 0 | 2 | 8  | 6  | +2 |
|  | 2.   | Millonarios       | 9  | 6 | 2 | 3 | 1 | 5  | 4  | +1 |
|  | 3.   | Atlético Nacional | 8  | 6 | 2 | 2 | 2 | 5  | 5  | +0 |
|  | 4.   | Once Caldas       | 3  | 6 | 0 | 3 | 3 | 4  | 7  | -3 |

Legenda:
      Ammessa alla Finale.

### Finale
| Bogotá 24 giugno 2025, ore 19:30 UTC-5 Finale (andata) | Santa Fe    | 0 – 0 referto | Independiente Medellín | Stadio Nemesio Camacho (35.072 spett.)\| Arbitro: \| Diego Ulloa \| |
| Arbitro:                                               | Diego Ulloa |               |                        |                                                                     |

| Arbitro: | Bismarks Santiago |

|                  |           |                            |
| Fydriszewski 18’ | Marcatori | 31’ Mosquera 79’ Rodallega |

## Clausura

### Classifica
|  | Pos. | Squadra                | Pt | G | V | N | P | GF | GS | DR |
|  | ---- | ---------------------- | -- | - | - | - | - | -- | -- | -- |
|  | 1.   | Águilas Doradas        | 0  | 0 | 0 | 0 | 0 | 0  | 0  | 0  |
|  | 2.   | Alianza                | 0  | 0 | 0 | 0 | 0 | 0  | 0  | 0  |
|  | 3.   | América de Cali        | 0  | 0 | 0 | 0 | 0 | 0  | 0  | 0  |
|  | 4.   | Atlético Bucaramanga   | 0  | 0 | 0 | 0 | 0 | 0  | 0  | 0  |
|  | 5.   | Atlético Junior        | 0  | 0 | 0 | 0 | 0 | 0  | 0  | 0  |
|  | 6.   | Atlético Nacional      | 0  | 0 | 0 | 0 | 0 | 0  | 0  | 0  |
|  | 7.   | Boyacá Chicó           | 0  | 0 | 0 | 0 | 0 | 0  | 0  | 0  |
|  | 8.   | Deportes Tolima        | 0  | 0 | 0 | 0 | 0 | 0  | 0  | 0  |
|  | 9.   | Deportivo Cali         | 0  | 0 | 0 | 0 | 0 | 0  | 0  | 0  |
|  | 10.  | Deportivo Pasto        | 0  | 0 | 0 | 0 | 0 | 0  | 0  | 0  |
|  | 11.  | Deportivo Pereira      | 0  | 0 | 0 | 0 | 0 | 0  | 0  | 0  |
|  | 12.  | Envigado               | 0  | 0 | 0 | 0 | 0 | 0  | 0  | 0  |
|  | 13.  | Fortaleza C.E.I.F.     | 0  | 0 | 0 | 0 | 0 | 0  | 0  | 0  |
|  | 14.  | Independiente Medellín | 0  | 0 | 0 | 0 | 0 | 0  | 0  | 0  |
|  | 15.  | La Equidad             | 0  | 0 | 0 | 0 | 0 | 0  | 0  | 0  |
|  | 16.  | Llaneros               | 0  | 0 | 0 | 0 | 0 | 0  | 0  | 0  |
|  | 17.  | Millonarios            | 0  | 0 | 0 | 0 | 0 | 0  | 0  | 0  |
|  | 18.  | Once Caldas            | 0  | 0 | 0 | 0 | 0 | 0  | 0  | 0  |
|  | 19.  | Santa Fe               | 0  | 0 | 0 | 0 | 0 | 0  | 0  | 0  |
|  | 20.  | Unión Magdalena        | 0  | 0 | 0 | 0 | 0 | 0  | 0  | 0  |

Legenda:
      Ammessa al Cuadrangular.

### Cuadrangular

#### Girone A
|  | Pos. | Squadra | Pt | G | V | N | P | GF | GS | DR |
|  | ---- | ------- | -- | - | - | - | - | -- | -- | -- |
|  | 1.   |         | 0  | 0 | 0 | 0 | 0 | 0  | 0  | 0  |
|  | 2.   |         | 0  | 0 | 0 | 0 | 0 | 0  | 0  | 0  |
|  | 3.   |         | 0  | 0 | 0 | 0 | 0 | 0  | 0  | 0  |
|  | 4.   |         | 0  | 0 | 0 | 0 | 0 | 0  | 0  | 0  |

Legenda:
      Ammessa alla Finale.

#### Girone B
|  | Pos. | Squadra | Pt | G | V | N | P | GF | GS | DR |
|  | ---- | ------- | -- | - | - | - | - | -- | -- | -- |
|  | 1.   |         | 0  | 0 | 0 | 0 | 0 | 0  | 0  | 0  |
|  | 2.   |         | 0  | 0 | 0 | 0 | 0 | 0  | 0  | 0  |
|  | 3.   |         | 0  | 0 | 0 | 0 | 0 | 0  | 0  | 0  |
|  | 4.   |         | 0  | 0 | 0 | 0 | 0 | 0  | 0  | 0  |

Legenda:
      Ammessa alla Finale.